# Aníbal Godoy
Aníbal Cesis Godoy (* 10. Februar 1990 in Panama-Stadt) ist ein panamaischer Fußballspieler, der meist als Mittelfeldspieler eingesetzt wird. Er steht derzeit bei den Nashville SC unter Vertrag.

## Karriere

### Vereinskarriere
Godoy kam aus der Jugendmannschaft des Chepo F.C. und kam dort auch zu seinem ersten Profieinsatz. Nach einigen Jahren wagte er den Sprung nach Europa und wechselte nach Ungarn zu Honvéd Budapest. Nach zwei Jahren, in denen er nicht über die Rolle als Ergänzungsspieler hinauskam, wechselte er in die Major League Soccer zu den San José Earthquakes. Dort gab er am 14. August 2015 sein Debüt bei einem 1:0-Sieg über die Columbus Crew. Viereinhalb Jahre später wechselte Godoy dann zu Nashville SC
wo er in einem Spiel am 1. März 2020 gegen Atlanta United sein Debüt gab.

### Nationalmannschaft
Godoy nahm mit der U20-Nationalmannschaft Panamas 2007 an der U20-Weltmeisterschaft in Kanada teil.
Sein Debüt für die A-Nationalmannschaft gab er im März 2010 in einem Freundschaftsspiel gegen Venezuela. Seitdem hat Godoy 134 Länderspiele bestritten. 2018 nahm er nach erfolgreicher Qualifikation mit der Mannschaft an der Weltmeisterschaft in Russland teil, bei der er bis zum Ausscheiden nach der Gruppenphase in allen drei Gruppenspielen zum Einsatz kam.